# اوتاویو فانتونی
اوتاویو فانتونی (به ایتالیایی: Otávio Fantoni) بازیکن فوتبال در پست مهاجم اهل ایتالیا است.

## تیم ملی
وی از سال ۱۹۳۴ میلادی عضو تیم ملی فوتبال ایتالیا بوده و در ۱ بازی ملی حضور داشته‌است. او در بازی‌های ملی‌اش گلی به ثمر نرساند.
اوتاویو آخرین بازی ملی خود را در سال ۱۹۳۴ میلادی انجام داد.